# Hemilampra rufonasus
Hemilampra rufonasus är en tvåvingeart som först beskrevs av Charles Howard Curran 1926.  Hemilampra rufonasus ingår i släktet Hemilampra och familjen blomflugor. Inga underarter finns listade i Catalogue of Life.